# Orlické Záhoří
Orlické Záhoří település Csehországban, Rychnov nad Kněžnou-i járásban. Orlické Záhoří Zdobnice, Deštné v Orlických horách, Říčky v Orlických horách, Bartošovice v Orlických horách, Liberk, Duszniki-Zdrój és Szczytna településekkel határos. Lakosainak száma 208 fő (2024. január 1.).

## Népesség
A település lakosságának változását az alábbi diagram mutatja:
| Lakosok száma | 2604 | 2938 | 2444 | 216  | 268  | 211  | 187  | 201  | 228  | 208  |
|               | 1869 | 1890 | 1921 | 1950 | 1980 | 2001 | 2017 | 2019 | 2022 | 2024 |